# غابرييل غونزاليز
غابرييل غونزاليز (بالإسبانية: Gabriel González Videla) (و. 1898 – 1980 م) هو محام، دبلوماسي، سياسي من تشيلي ولد في لا سيرينا.
تولى منصب قائمة رؤساء تشيلي (1946-11-03–1952-11-03) .

## التعليم
تعلم في جامعة تشيلي.

## روابط خارجية
- غابرييل غونزاليز على موقع الموسوعة البريطانية (الإنجليزية)
- غابرييل غونزاليز على موقع مونزينجر (الألمانية)